# لیام کاریگن
لیام کاریگن (انگلیسی: Liam Corrigan؛ زادهٔ ۱۱ سپتامبر ۱۹۹۷) قایقران روئینگ اهل ایالات متحده آمریکا است.
وی در مسابقات کشوری و بین‌المللی در مجموع برندهٔ ۱ مدال طلا، ۱ مدال نقره شده است.